# Basiel Ferket
Basiel Josef Constant Ferket (Stekene, 7 januari 1910 - aldaar, 18 juni 1966) was een Belgisch landbouwer en bestuurder.

## Levensloop
Ferket was de eerste voorzitter van het Algemeen Boerensyndicaat (ABS), ontstaan uit de Vlaamse drietandacties in 1962. Hij werd na zijn overlijden opgevolgd door Willy Persyn, medestichter van de organisatie.  